# Amtsgericht Lübben (Spreewald)

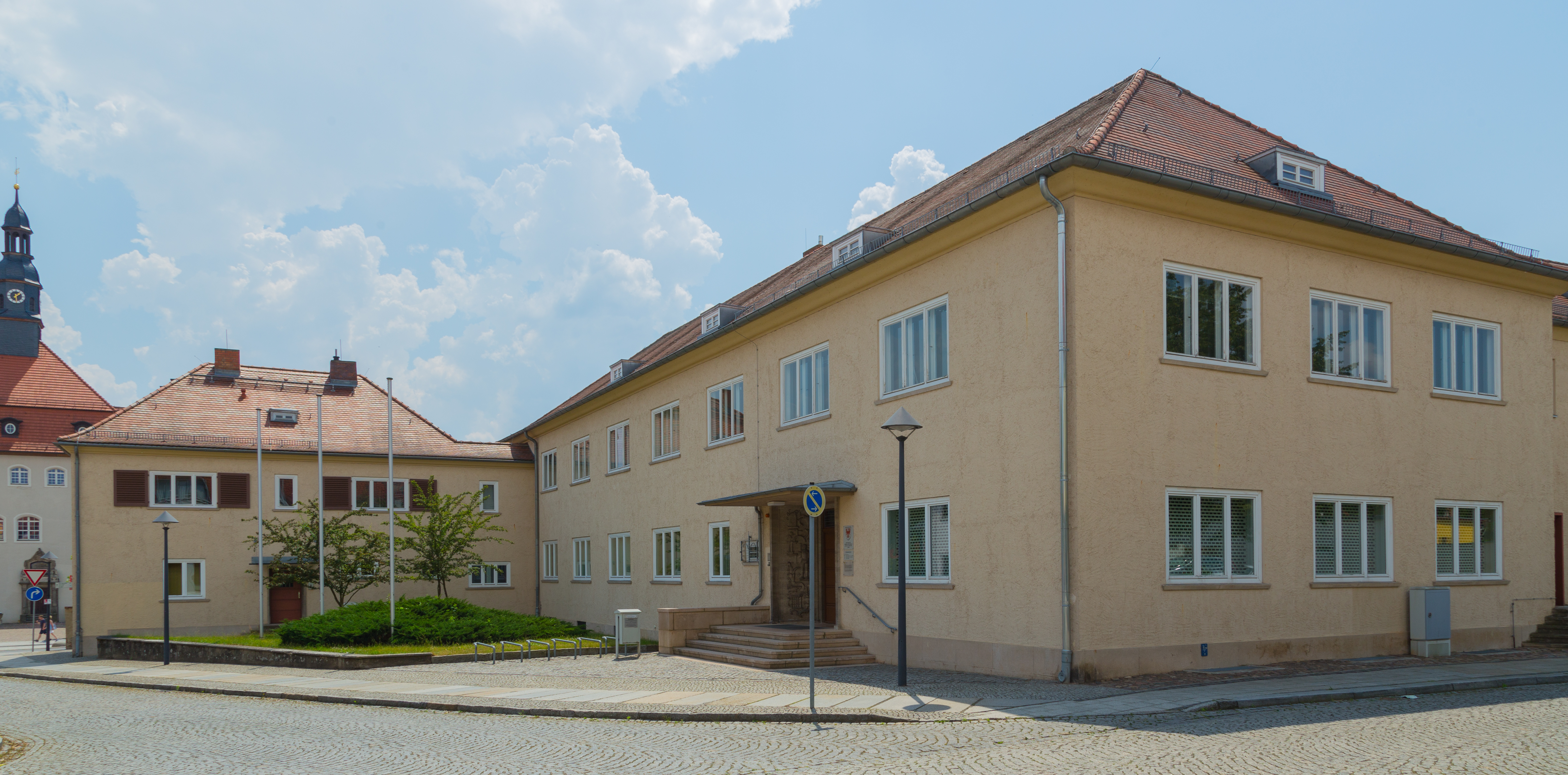
Das Amtsgericht Lübben (Spreewald)

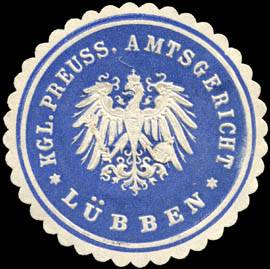
Siegelmarke des königlich-Preussischen Amtsgerichtes

Das Amtsgericht Lübben (Spreewald) ist eines von 24 Amtsgerichten in Brandenburg und ein Gericht der ordentlichen Gerichtsbarkeit.

## Gerichtssitz und -bezirk
Das Gericht hat seinen Sitz in der Stadt Lübben (Spreewald) im Landkreis Dahme-Spreewald. Der Gerichtsbezirk erstreckt sich auf das Gebiet der Gemeinden Alt Zauche-Wußwerk, Bersteland, Byhleguhre-Byhlen, Drahnsdorf, Golßen, Heideblick, Jamlitz, Kasel-Golzig, Krausnick-Groß Wasserburg, Lieberose, Lübben (Spreewald), Lübbenau/Spreewald, Luckau, Märkische Heide, Neu Zauche, Rietzneuendorf-Staakow, Schlepzig, Schönwald, Schwielochsee, Spreewaldheide, Steinreich, Straupitz (Spreewald) und Unterspreewald. Das ist der südliche Teil des Landkreises Dahme-Spreewald und zusätzlich die Stadt Lübbenau/Spreewald aus dem Landkreis Oberspreewald-Lausitz.

## Zuständigkeit und Aufgaben
Es verhandelt, wie alle Amtsgerichte in Deutschland, Rechtsangelegenheiten in erster Instanz. In den Zuständigkeitsbereich fallen Zivilprozesssachen, Straf- und Bußgeldsachen, Familiensachen, Betreuungs- und Nachlasssachen, Grundbuch- und Hinterlegungsverfahren, Zwangsvollstreckungen und Zwangsversteigerungen. Das Amtsgericht Cottbus übernimmt Insolvenzverfahren und führt das Handels- und Vereinsregister. Das Amtsgericht Wedding bearbeitet die Mahnsachen.

## Übergeordnete Gerichte
Im Instanzenzug übergeordnet sind das Landgericht Cottbus, das Brandenburgische Oberlandesgericht (in Brandenburg an der Havel) und der Bundesgerichtshof.

## Geschichte
Ab 1849 bestand das Kreisgericht Lübben. Übergeordnet war das Appellationsgericht Frankfurt a. d. Oder. Im Rahmen der Reichsjustizgesetze wurden diese Gerichte aufgehoben und reichsweit einheitlich Oberlandes-, Land- und Amtsgerichte gebildet.
Das königlich preußische Amtsgericht Lübben wurde mit Wirkung zum 1. Oktober 1879 als eines von zwölf Amtsgerichten im Bezirk des Landgerichtes Cottbus im Bezirk des Kammergerichtes gebildet. Der Sitz des Gerichts war die Stadt Lübben.
Sein Gerichtsbezirk umfasste den Landkreis Lübben ohne die Teile, die den Amtsgerichten Beeskow und Lieberose zugeordnet waren.
Am Gericht bestanden 1880 zwei Richterstellen. Das Amtsgericht war damit ein mittelgroßes Amtsgericht im Landgerichtsbezirk. Gerichtstage wurden in Vetschau abgehalten.
Zum 1. Juli 1951 wurden das Amtsgericht Märkisch Buchholz aufgehoben und sein Gerichtssprengel dem Amtsgericht Lübben zugeordnet. Das Gleiche galt für das Amtsgericht Lieberose. Gleichzeitig wurde das Amtsgericht Lübbenau in eine Zweigstelle des Amtsgerichts Lübben umgewandelt.
Im Jahre 1952 wurden in der DDR die Amtsgerichte abgeschafft und stattdessen Kreisgerichte gebildet. Lübben kam zum Kreis Lübben, zuständiges Gericht war damit das Kreisgericht Lübben. Das Amtsgericht Lübben wurde aufgehoben.
Das Brandenburgische Gerichtsneuordnungsgesetz (BbgGerNeuOG) verkündet als Artikel 1 des Gesetzes zur Neuordnung der ordentlichen Gerichtsbarkeit und zur Ausführung des Gerichtsverfassungsgesetzes im Land Brandenburg vom 14. Juni 1993 verfügte zum 1. Dezember 1993 die Fortführung der bestehenden Kreisgerichte als Amtsgerichte, die Fortführung der Bezirksgerichte in Cottbus, Frankfurt (Oder) und Potsdam als Landgerichte und die Errichtung eines weiteren Landgerichts in Neuruppin. Damit entstand das Amtsgericht Lübben neu.

## Gebäude

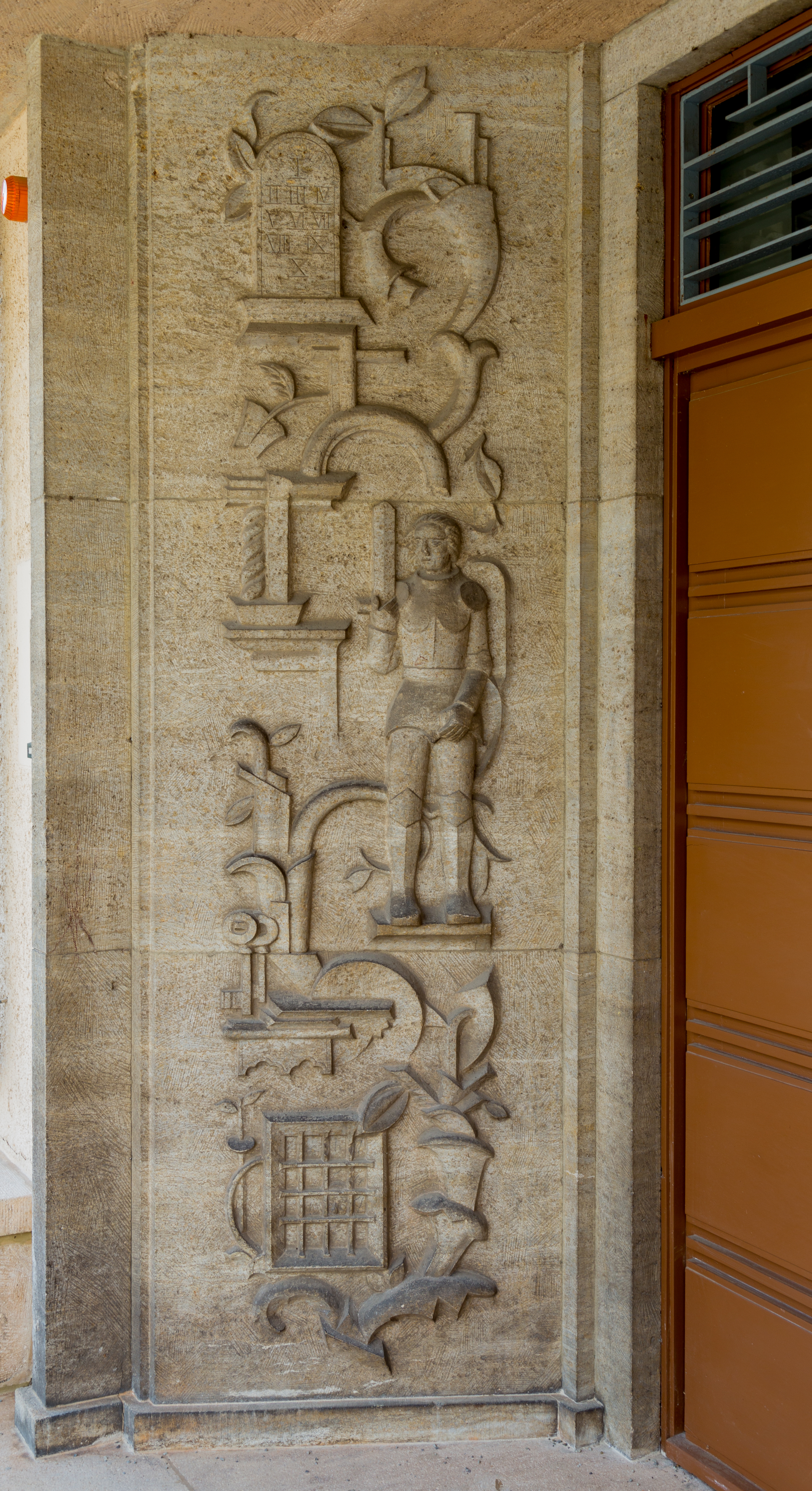
Relief am Haupteingang des Amtsgerichts Lübben

Das Gericht ist in der Gerichtsstraße 2–3, Ernst-von-Houwald-Damm 10a untergebracht. Das von Regierungsbaumeister Otto Hodler entworfene zweigeschossige Gebäude steht unter Denkmalschutz. Es wurde an der Stelle des alten Amtsgerichtsgebäudes und eines Torwächterhäuschens errichtet und am 29. April 1930 eingeweiht. Nach Umbauarbeiten und Erweiterung durch einen Neubau wurde das Amtsgericht am 1. November 2001 durch den brandenburgischen Justizminister Kurt Schelter eingeweiht. Auf den Fluren des Amtsgerichts befindet sich seit 2009 eine Dauerausstellung zur Lübbener Rechtsgeschichte.